# Terry Vaughn
Terry Vaughn (Mount Vernon, Iowa, 1973. április 1. – 2023. május 4.) amerikai nemzetközi labdarúgó-játékvezető.

## Pályafutása

### Nemzeti játékvezetés
Játékvezetésből 1987-ben Mount Vernonban vizsgázott. A Fairfax megyei labdarúgó-szövetség által üzemeltetett labdarúgó bajnokságokban kezdte sportszolgálatát. Az Amerikai Labdarúgó-szövetség Játékvezető Bizottságának (JB) minősítésével 2001-től az Major League Soccer (MLS) játékvezetője. Küldési gyakorlat szerint rendszeres 4. bírói szolgálatot is végzett.

#### Nemzeti kupamérkőzések
Vezetett kupadöntők száma: 1.

##### Amerikai labdarúgókupa
| Időpont              | Helyszín                      | Mérkőzés típusa | Mérkőzés                           | Eredmény | Nézők száma |
| -------------------- | ----------------------------- | --------------- | ---------------------------------- | -------- | ----------- |
| 2006. szeptember 27. | Toyota Park Stadion, Illinois | döntő           | Chicago Fire FC–Los Angeles Galaxy | 3 – 1    | 8151        |

### Nemzetközi játékvezetés
Az Amerikai labdarúgó-szövetség JB terjesztette fel nemzetközi játékvezetőnek, a Nemzetközi Labdarúgó-szövetség (FIFA) 2004-től tartja nyilván bírói keretében. A FIFA JB központi nyelvei közül a angolt beszéli. Több nemzetek közötti válogatott, valamint CONCACAF-bajnokok ligája klubmérkőzést vezetett, vagy működő társának 4. bíróként segített. 2016-ban már nem szerepelt a FIFA JB nyilvántartásában.

#### Labdarúgó-világbajnokság
A 2007-es U20-as labdarúgó-világbajnokságona FIFA JB bíróként alkalmazta.
| Időpont         | Helyszín                              | Mérkőzés típusa              | Mérkőzés        | Eredmény | Nézők száma |
| --------------- | ------------------------------------- | ---------------------------- | --------------- | -------- | ----------- |
| 2007. július 1. | Swangard Stadion, Burnaby             | csoportmérkőzés (B. csoport) | Jordánia–Zambia | 1 – 1    | 10 000      |
| 2007. július 4. | Royal Athletic Park Stadion, Victoria | csoportmérkőzés (F. csoport) | Skócia–Nigéria  | 0 – 2    | 10 500      |

A 2006-os labdarúgó-világbajnokságon, a 2010-es labdarúgó-világbajnokságon valamint a 2014-es labdarúgó-világbajnokságon a FIFA JB játékvezetőként alkalmazta. Selejtező mérkőzéseket a Észak- és Közép-amerikai, Karibi Labdarúgó-szövetségek Konföderációja (CONCACAF) zónában vezetett.

##### 2006-os labdarúgó-világbajnokság
| Időpont             | Helyszín                      | Mérkőzés típusa                 | Mérkőzés                                                  | Eredmény | Nézők száma |
| ------------------- | ----------------------------- | ------------------------------- | --------------------------------------------------------- | -------- | ----------- |
| 2004. augusztus 18. | Arnos Vale Stadion, Kingstown | előselejtező (2/3. kör/csoport) | Saint Vincent és a Grenadine-szigetek– Trinidad és Tobago | 0 – 2    | 5000        |

##### 2010-es labdarúgó-világbajnokság
| Időpont             | Helyszín                               | Mérkőzés típusa       | Mérkőzés                                           | Eredmény | Nézők száma |
| ------------------- | -------------------------------------- | --------------------- | -------------------------------------------------- | -------- | ----------- |
| 2009. március 28.   | Estadio Azteca, Mexikóváros            | előselejtező (3. kör) | Mexikó–Costa Rica                                  | 2 – 0    | 9000        |
| 2009. augusztus 12. | Hasely Crawford Stadion, Port of Spain | előselejtező (3. kör) | Trinidad és Tobagó-i labdarúgó-válogatott–Salvador | 1 – 0    | 25 784      |

##### 2014-es labdarúgó-világbajnokság
| Időpont            | Helyszín                              | Mérkőzés típusa           | Mérkőzés        | Eredmény | Nézők száma |
| ------------------ | ------------------------------------- | ------------------------- | --------------- | -------- | ----------- |
| 2011. november 15. | Rommel Fernández Stadion, Panamaváros | előselejtező (C. csoport) | Panama–Dominika | 3 – 0    | 8000        |

#### CONCACAF-aranykupa
A 2007-es CONCACAF-aranykupa, valamint a 2009-es CONCACAF-aranykupa labdarúgó tornán a  CONCACAF JB hivatalnokként vette igénybe szolgálatát.

##### 2007-es CONCACAF-aranykupa
| Időpont          | Helyszín                   | Mérkőzés típusa              | Mérkőzés                                                       | Eredmény | Nézők száma |
| ---------------- | -------------------------- | ---------------------------- | -------------------------------------------------------------- | -------- | ----------- |
| 2007. június 6.  | Orange Bowl Stadion, Miami | csoportmérkőzés (A. csoport) | Guadeloupe–Haiti                                               | 1 – 1    | 17 420      |
| 2007. június 17. | Reliant Stadion, Houston   | egyik negyeddöntő            | Mexikói labdarúgó-válogatott–Costa Rica-i labdarúgó-válogatott | 1 – 0    | 70 092      |

##### 2009-es CONCACAF-aranykupa
| Időpont          | Helyszín                          | Mérkőzés típusa              | Mérkőzés                                                       | Eredmény | Nézők száma |
| ---------------- | --------------------------------- | ---------------------------- | -------------------------------------------------------------- | -------- | ----------- |
| 2009. július 3.  | Home Depot Center Stadion, Carson | csoportmérkőzés (A. csoport) | Kanada–Jamaica                                                 | 1 – 0    | 27 000      |
| 2009. július 10. | FIU Stadion, Miami                | csoportmérkőzés (A. csoport) | Costa Rica-i labdarúgó-válogatott–Kanadai labdarúgó-válogatott | 2 – 2    | 17 269      |

#### Nemzetközi kupamérkőzések
Vezetett kupadöntők száma: 1.

##### Recopa Sudamericana
| Időpont         | Helyszín                          | Mérkőzés típusa           | Mérkőzés                          | Eredmény | Nézők száma |
| --------------- | --------------------------------- | ------------------------- | --------------------------------- | -------- | ----------- |
| 2004. július 7. | Lockhart Stadion, Fort Lauderdale | CONMEBOL-szuperkupa döntő | CA Boca Juniors–Cienciano (perui) | 1 – 1    | 7000        |